# Fiore (película)
Fiore es una película dramática de 2016 dirigida por Claudio Giovannesi. La película se presentó en competición en el Festival de Cannes 2016.

## Trama
En una cárcel juvenil, donde los hombres y las mujeres en ocasiones se pueden encontrar, la joven Daphne, detenida por rapiña, se enamora de Josh. Comienza así una relación únicamente de miradas e intercambio de cartas.
Sin embargo, las molestias internas de Daphne y las estrictas reglas carcelarias le impiden proyectar un futuro, obstaculizado en parte por la precaria situación en la que se encuentra su padre, un ex-preso en libertad condicional, y de la nueva relación de este con una mujer rumana. En ocasión de la fiesta de la primera comunión del hijo de la novia de su padre, Daphne consigue el permiso para salir del establecimiento. La salida enfrenta a Daphne con un destino que parece predestinado.

## Reparto
- Daphne Scoccia como Daphne.
- Josciua Algeri como Josh.
- Valerio Mastandrea como Ascanio.
- Laura Vasiliu como Stefania.
- Aniello Arena como Padre di Gessica.
- Gessica Giulianielli como Gessica Di Nardo.
- Klea Marku como Irene Mancini.
- Francesca Riso como Brenda Russo.